# Liolaemus pantherinus
Liolaemus pantherinus — вид ігуаноподібних ящірок родини Liolaemidae. Мешкає в Андах.

## Поширення і екологія
Liolaemus pantherinus мешкають в Андах на території Перу, Болівії, Чилі і Аргентини. Вони живуть на високогірних луках пуна, серед каміння. Зустрічаються на висоті від 3500 до 500 м над рівнем моря. Живоляться рослинністю, є живородними.